# Mauro Torres Homem Rodrigues
Mauro, właśc. Mauro Torres Homem Rodrigues (ur. 22 marca 1932 w Rio de Janeiro) – piłkarz brazylijski, występujący na pozycji obrońcy.

## Kariera klubowa
Mauro występował w klubie Fluminense FC.

## Kariera reprezentacyjna
W 1952 roku Mauro uczestniczył w Igrzyskach Olimpijskich w Helsinkach. Na turnieju Mauro wystąpił we wszystkich trzech meczach reprezentacji Brazylii z Holandią i Luksemburgiem oraz RFN w ćwierćfinale.